# Bedřich Smetana Museum (Jabkenice)
Het Bedřich Smetana Museum (Tsjechisch: Muzeum Bedřicha Smetany) is een museum in Jabkenice, Tsjechië. Het is een filiaal van het Bedřich Smetana Museum in Praag. Beide zijn gewijd aan de componist Bedřich Smetana (1824-1884), die in dit huis zijn laatste tien levensjaren doorbracht.

## Geschiedenis
Dit huis werd bewoond door zijn dochter Zofie en haar man Josef  Schwarz. In de nabijheid ligt een groot park dat tegenwoordig ook nog steeds bestaat en waar Schwarz jachtopziener was. Smetana kwam hier in 1875 wonen, omdat hij sinds een jaar eerder aan gehoorverlies leed. Hij trok daarom bij ze in om zich te verzekeren van een stabiel inkomen. Hij bleef hier uiteindelijk tot zijn dood in 1884. In dit huis componeerde hij het merendeel van zijn belangrijkste werken, waaronder De duivelmuur, De kus, Het geheim, de cyclus Mijn vaderland en een groot aantal werken meer zoals koorstukken.

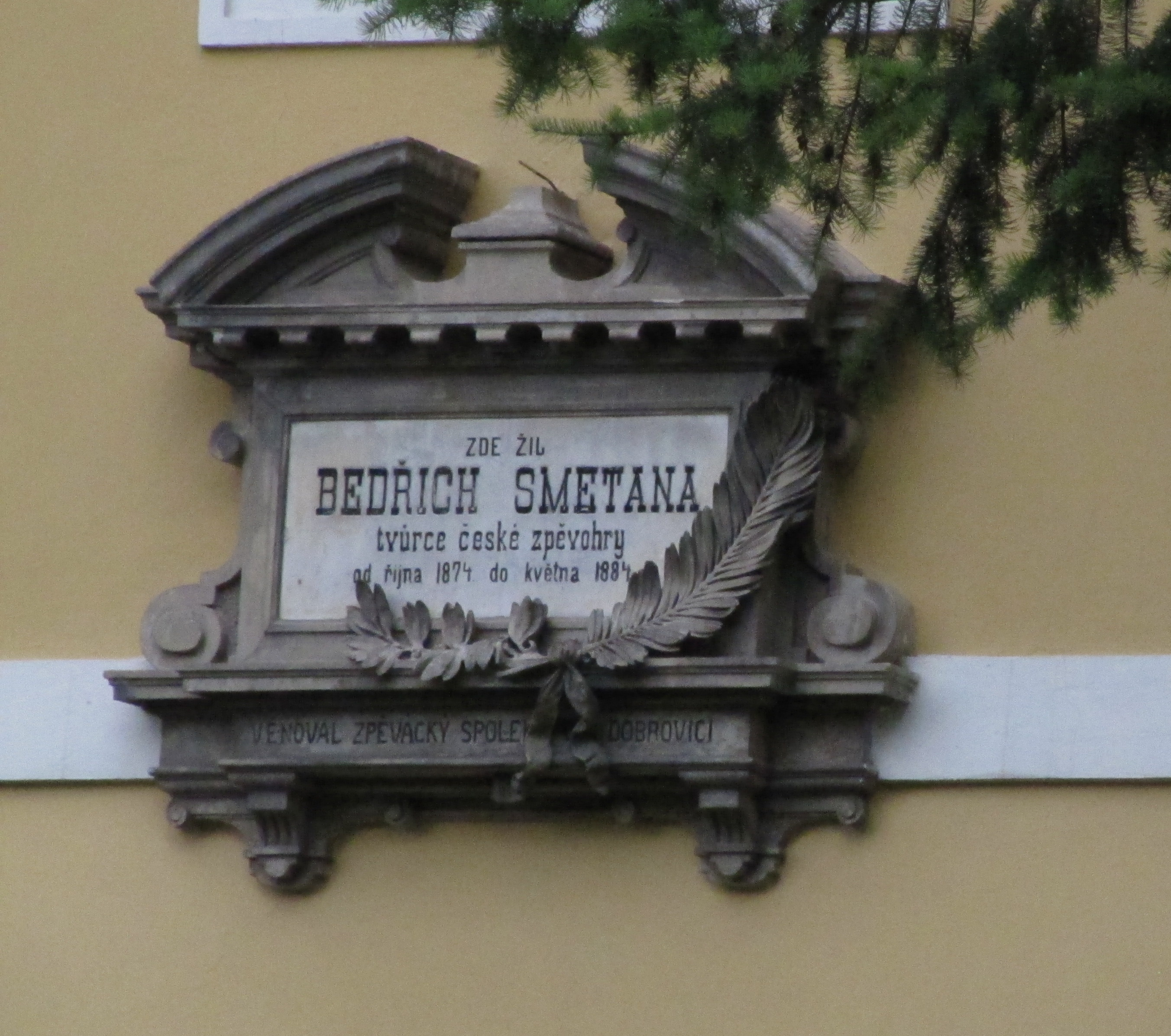
Plaquette uit 1888

Vier jaar na zijn dood werd er een herinneringsplaquette onthuld aan de muur van het huis. In 1928 werd er vervolgens een klein museum gevestigd in zijn voormalige werkkamer. De rest van de huis behield echter nog steeds zijn oorspronkelijke functie.
In 1936 werd het jachtopzienershuis gekocht door een vereniging die zich richtte op de nalatenschap van Smetana. Samen met het Bedřich Smetana Museum in Praag werd een jaar later een permanente expositie opgesteld. In 1950 werd ook het beheer overgedragen aan het Praagse museum dat de expositie dat jaar ook vernieuwde. In 1964 werd de laatste vernieuwing doorgevoerd.
In 1987 moest het museum de deuren sluiten vanwege achterstallig onderhoud. Ondertussen werden er wel restauratiewerkzaamheden uitgevoerd, maar was er te weinig financiering voor een nieuwe expositie. Het duurde uiteindelijk vijftien jaar, tot het museum in 2002 opnieuw open ging voor het publiek.

## Collectie
De collectie richt zich sinds 2002 vooral op de tijd die Smetana in Jabkenice doorbracht. Te zien zijn allerlei originele meubelen, de piano waarop hij componeerde, beeldjes, schilderijen, foto's, partituren, handgeschreven documenten en brieven, en allerlei andere eigendommen die van hem en zijn familie zijn geweest. Zijn werkkamer en de salonkamer van de familie zijn teruggebracht naar de tijd toen hij in dit huis woonde.
De bezoeker kan naar wens muziek van Smetana af laten spelen en verder is er nog een kleine concertzaal ingericht. In de hal is een expositie te zien van schilderijen van zijn kleinzoon, Zdeněk Schwarz.

## Galerij

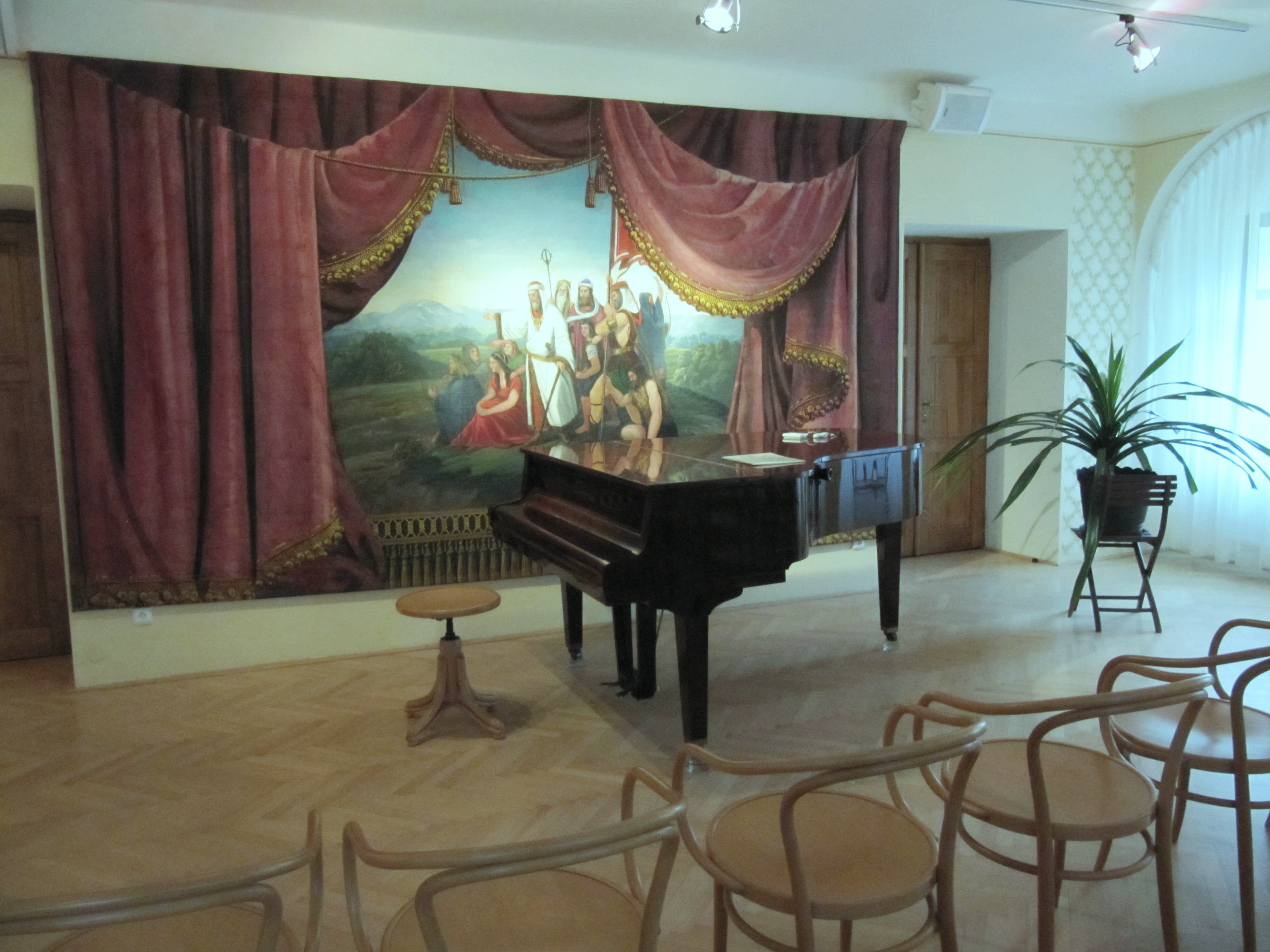
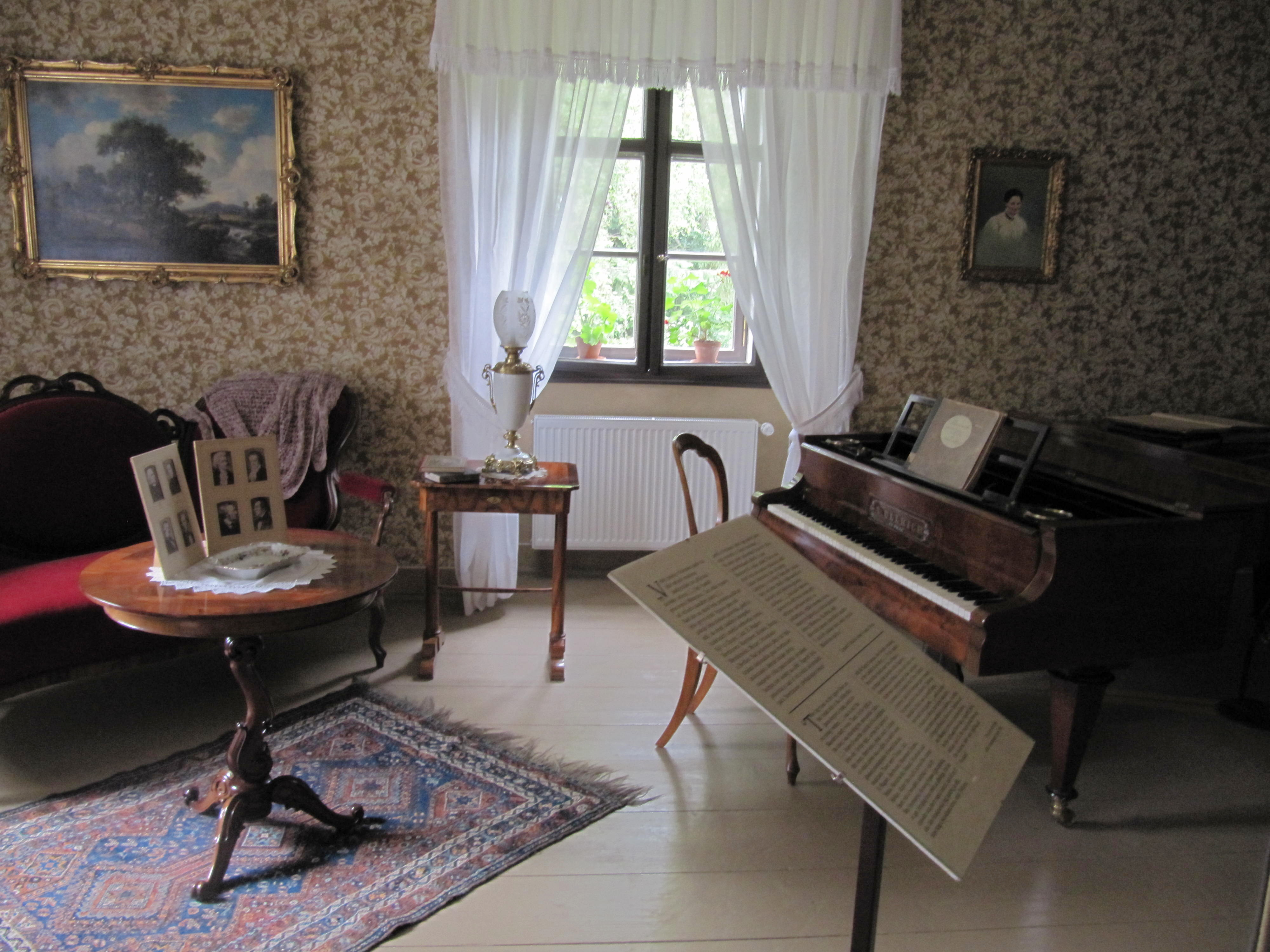
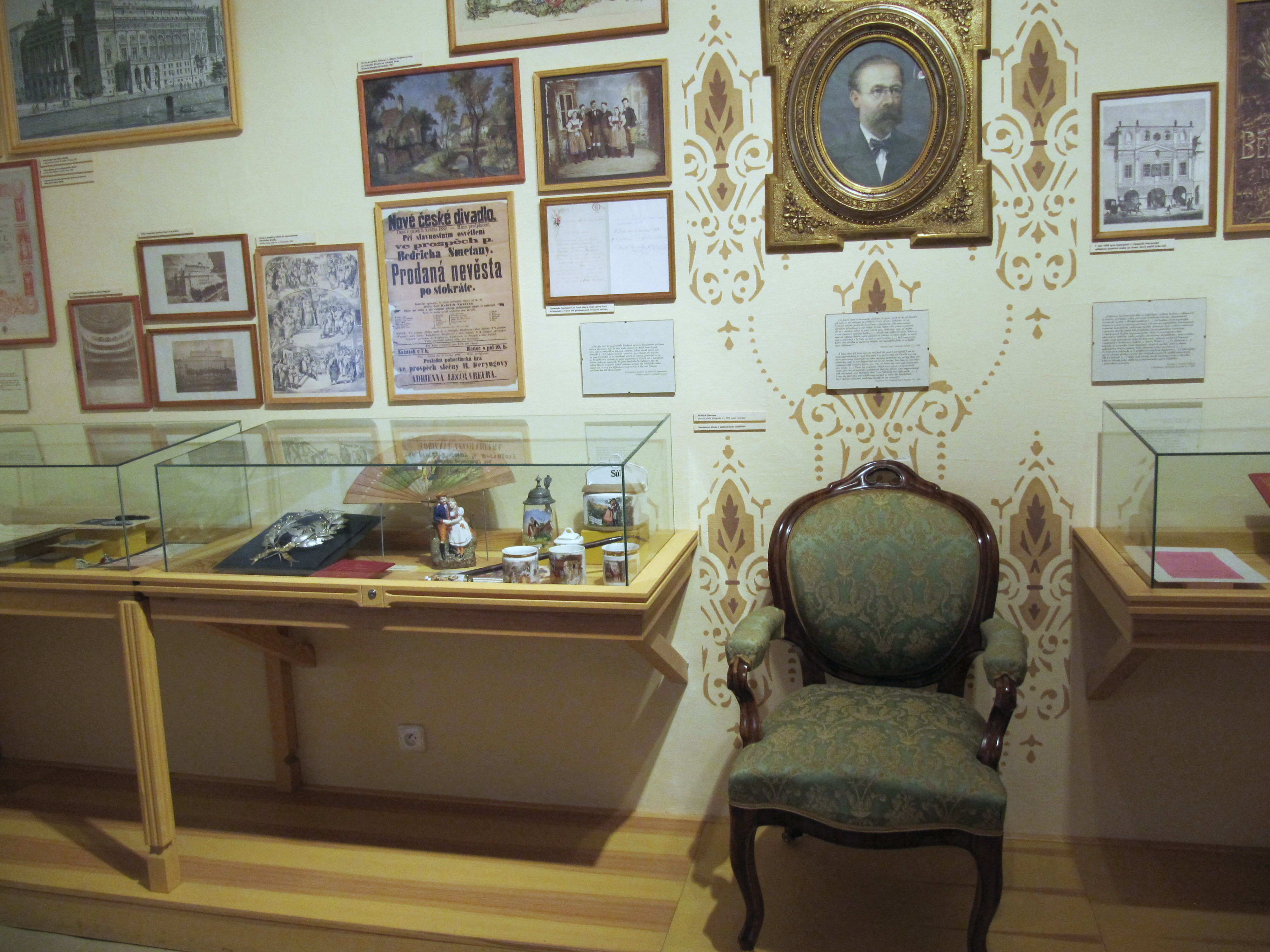
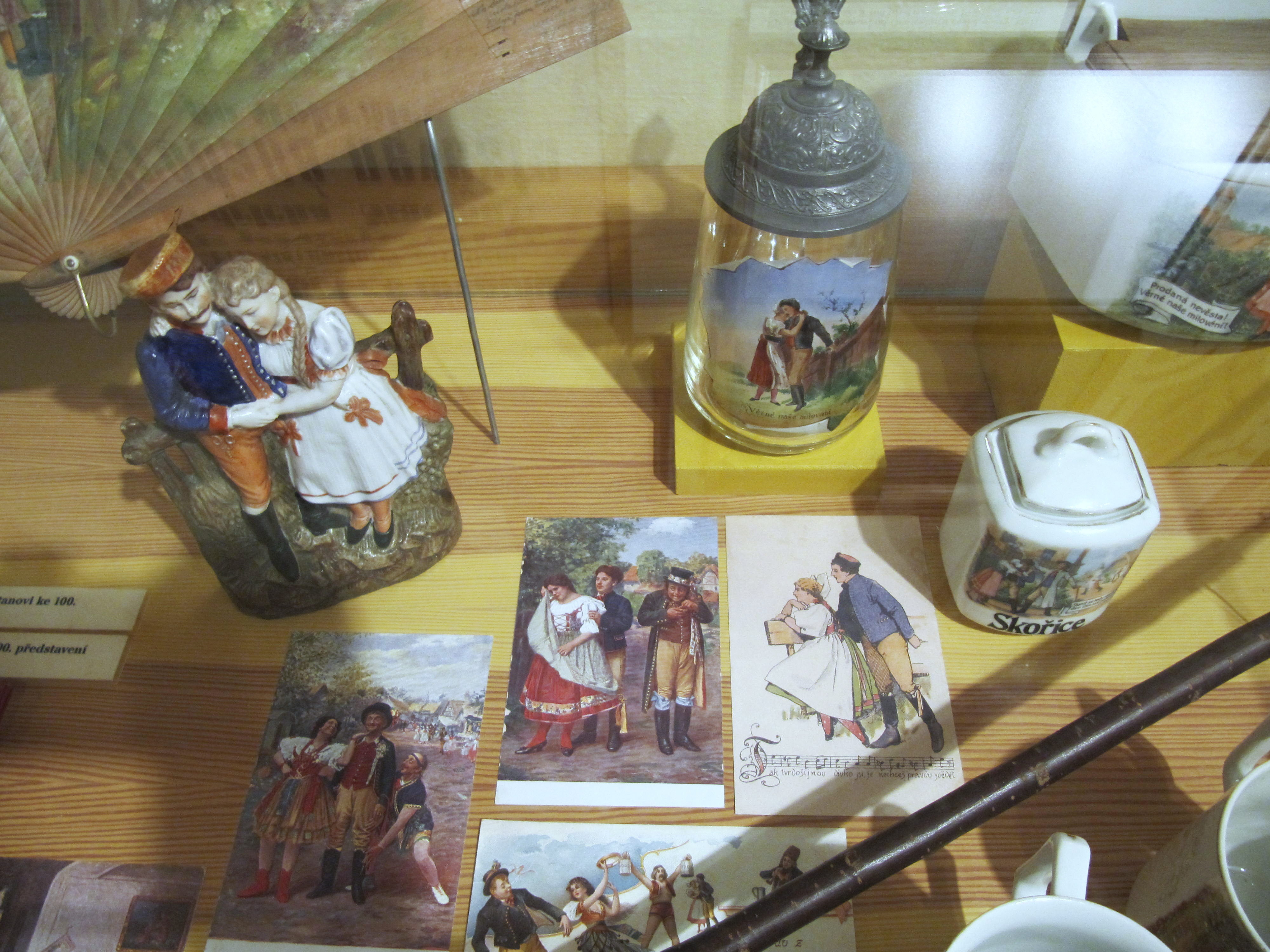
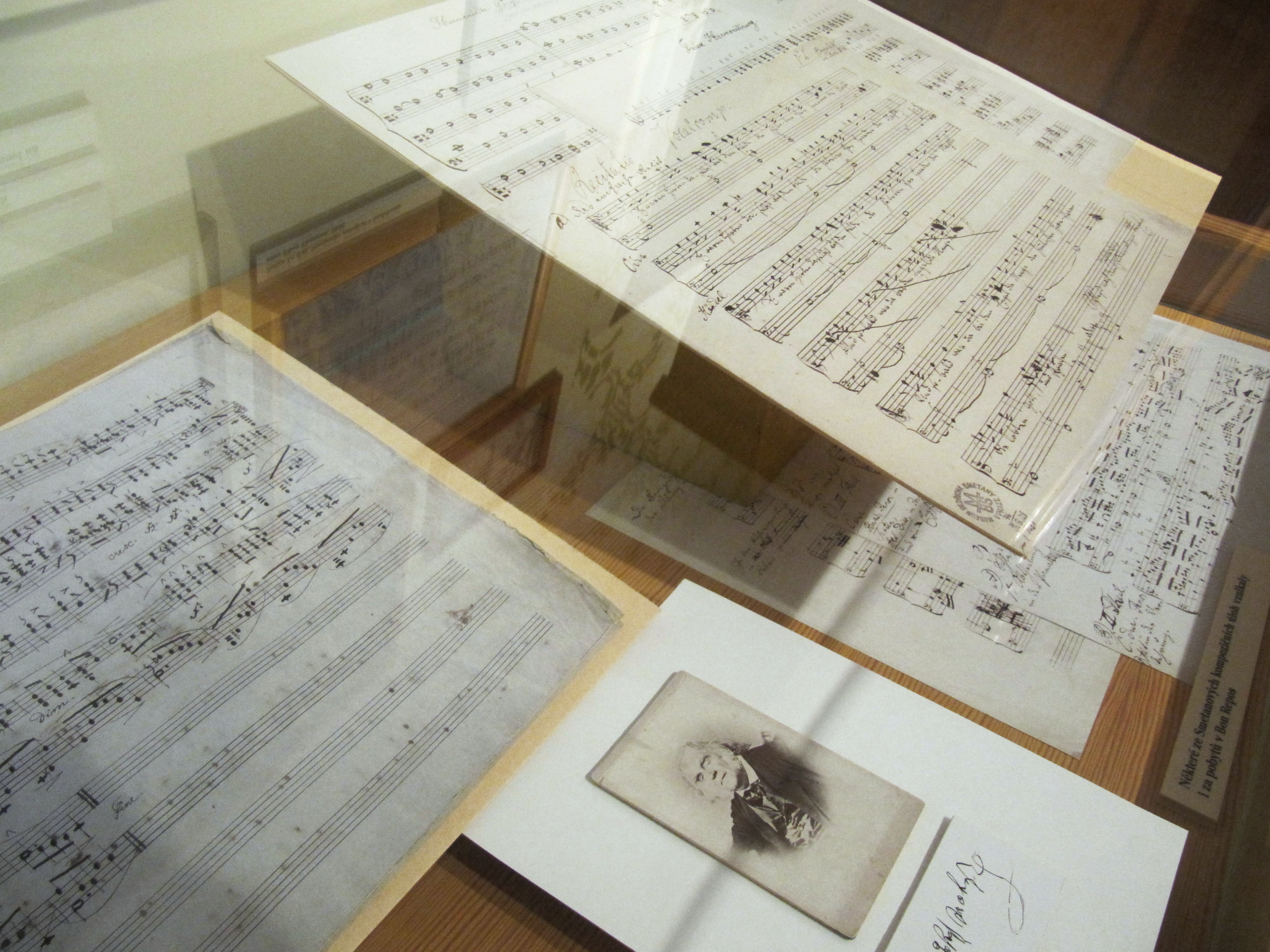